# Teo Gheorghiu

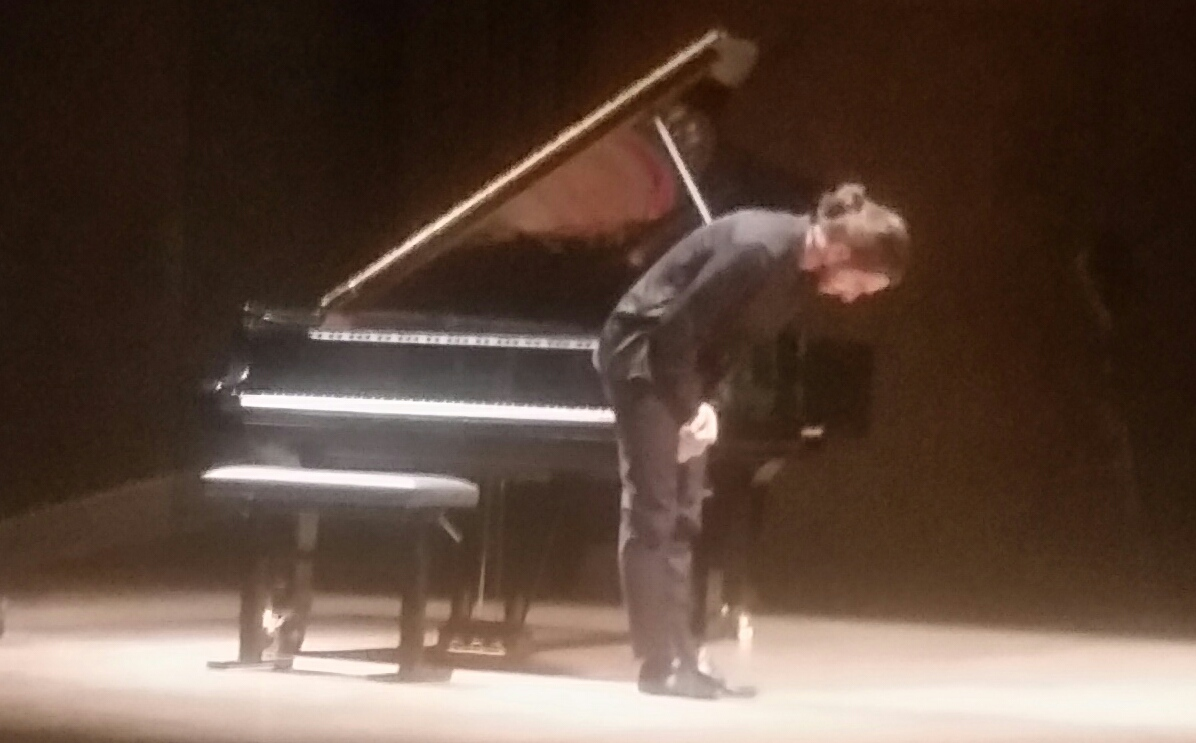
Teo Gheorghiu

Teo Gheorghiu (* 12. August 1992 in Männedorf, Kanton Zürich) ist ein schweizerisch-kanadischer, in Rüti, Zürich und London aufgewachsener Pianist rumänischer Abstammung.

## Leben
Teo Gheorghius Eltern wanderten von Rumänien nach Kanada aus und nahmen die kanadische Staatsbürgerschaft an, bevor sie sich in der Schweiz niederliessen. Seine Mutter ist die Kunsthistorikerin Adina Gheorghiu. Er hat einen jüngeren Bruder, Max.
Er spricht fliessend Deutsch, Schweizerdeutsch, Englisch und Rumänisch. Französisch versteht er sehr gut. Er bezeichnet sich als Sozialist.
Er liebt das Velofahren. Im Sommer 2017 unternahm er eine Velotour von London nach Marokko. Er habe dabei viel aufsaugen können, das er nachher habe musikalisch ausdrücken wollen.

## Laufbahn

### Ausbildung
Gheorghiu begann seine Pianistenkarriere im Alter von fünf Jahren bei Daniel Höxter und besuchte ab seinem neunten Lebensjahr die Purcell School in London, ein Internat für musikalisch hochbegabte Kinder unter der Leitung von Simon Rattle, wo er bei William Fong Klavier studierte.
Er studierte am Curtis Institute in Philadelphia bei Gary Graffman und kehrte später nach London zurück, um an der Royal Academy of Music weiter zu studieren. Dort lernte er seinen Lehrer und Mentor Hamish Milne kennen, der nach Gheorghius Aussagen «seine Leidenschaft für die Musik wieder entfachte». Er studierte fünf Jahre bei Milne und schloss mit dem Bachelor ab.

### Konzerte
Sein Konzertdebüt gab er 2004 in der Tonhalle in Zürich mit Robert Schumanns Klavierkonzert a-Moll op. 54 (wo das Filmmaterial für die letzte Szene des Films Vitus live aufgenommen wurde). Im Mai 2007 wurde seine Interpretation des Klavierkonzerts Nr. 2 von Sergei Rachmaninoff mit dem Musikkollegium Winterthur mit Lob aufgenommen. Im gleichen Jahr gab er Konzerte mit dem Tokyo New City Orchestra, dem Zürcher Kammerorchester und dem Berner Symphonieorchester. 2008 spielte er Konzerte in Tokio, Istanbul, London, Sankt Petersburg und Potsdam. 2009 tourte er in Zürich, Gstaad, Fribourg sowie in Harrogate, Bad Saarow, Bukarest, Bonn, China und Taiwan.
2010 gab er sein Rezital-Debüt in der Zürcher Tonhalle mit Bachs Englischer Suite g-Moll, Mozarts Fantasie c-Moll und Chopins zweiter Klaviersonate. 2012 spielte er am Lucerne Festival. Er nahm mehrere Male an der Klassik Bülach und der Lenzburgiade auf Schloss Lenzburg teil. 2017 spielte er am Schumannfest in Bonn und an der Tchaikovsky Gala des Royal Philharmonic Orchestra in London, ausserdem mit dem Bournemouth Symphony Orchestra und bei den Istanbul Recital Series in Istanbul. 2018 nahm er u. a. an den Schlosskonzerten Thun als Artiste Etoile teil und spielte Beethovens 5. Klavierkonzert mit dem Musikkollegium Winterthur unter Roberto González-Monjas in Winterthur. Weiter spielte er beim Piano aux Jacobins in Toulouse sowie mit der Mecklenburgischen Staatskapelle Schwerin und dem Sinfonieorchester Wuppertal.

## Vitus
In dem Schweizer Film Vitus von Fredi M. Murer spielt er einen hochbegabten Jungen; hierfür erhielt er 2007 den Undine Award als bester Filmdebütant. Die Schlussszene des Films verwendet Liveaufnahmen aus seinem ersten Konzert von 2004 in der Tonhalle Zürich, in dem er das Klavierkonzert von Robert Schumann interpretierte.

## Auszeichnungen
- 2004: Erster Preis beim Klavierwettbewerb San Marino für Zwölfjährige[3]
- 2005: Erster Preis beim Internationalen Franz-Liszt-Klavierwettbewerb von Weimar für Zehn- bis Dreizehnjährige[8]
- 2010: Beethoven-Ring der «Gesellschaft Bürger für Beethoven» für die Interpretation der Sonate für Klavier Nr. 13 Es-Dur op. 27/1 beim Nachwuchswettbewerb 2009 in Bonn[10]

## Diskografie
- Franz Schubert: Impromptus op. 90 (D 899) Nr. 1–4, Wanderer-Fantasie op. 15 (D 60); Franz Liszt: Vallée d’Obermann für Klavier solo, aus Années de pèlerinage, Première Année: Suisse, Nr. 6; Musikkollegium Winterthur unter Douglas Boyd, «Excursions», Sony Classical 88875010832, 2015
- Antonín Dvořák: 2. Klavierquintett op. 81, 12. Streichkonzert op. 96 («Amerikanisches Quartett»), Carmina Quartett, Sony Classical 88875015512, 2014
- Robert Schumann: Klavierkonzert a-Moll op. 54; Ludwig van Beethoven: Klavierkonzert Nr. 3 c-Moll op. 37; Deutsche Grammophon 476 6824, 2009
- Robert Schumann: Klavierkonzert a-Moll op. 54, 1. Satz; Franz Liszt: Ungarische Rhapsodie Nr. 6; Maurice Ravel: Alborada del gracioso; Domenico Scarlatti: Sonate K 263; Johann Sebastian Bach: Goldberg-Variationen (BWV 988) 29, 30, Aria; Franz Liszt: La Campanella; Wolfgang Amadeus Mozart: Requiem d-Moll (KV 626), Lacrimosa; Rondo a-Moll (KV 511); Robert Schumann: Klavierkonzert a-Moll op. 54, 3. Satz; «Vitus Soundtrack», Sony Classical 82876859022, 2007